# (18675) Amiamini
(18675) Amiamini (1998 FJ70) – planetoida z pasa głównego asteroid okrążająca Słońce w ciągu 4,29 lat w średniej odległości 2,64 j.a. Odkryta 20 marca 1998 roku.